# Ermita de Sant Sebastià de Cervera del Maestrat
L'ermita de Sant Sebastià de Cervera del Maestrat, fou inicialment una llotja fins que a principis del segle xix es converteix en un temple catòlic. Està situada al carrer Doctor Ballester.

## Història
Edifici medieval inicialment concebut com a llotja comercial, que en 1807, segon la data de la llinda de la porta principal, es va transformar en ermita.
En l'ermita se celebrava la festivitat del patró de Cervera, Sant Sebastià, el 20 de gener, fins que el perill d'enderrocament obligà a tancar-la al culte en els darrers anys del segle xx. Des de maig de 2004 fins a gener de 2007 s'han realitzat obres en l'ermita, que han suposat una completa restauració de l'edifici i una rehabilitació posterior, per poder tornar a celebrar-hi oficis religiosos.
És un Bé de Rellevància Local amb la categoria de Monument d'Interès Local per la Disposició Addicional Quinta de la Llei 5/2007, de 9 de febrer, de la Generalitat Valenciana, del Patrimoni Cultural Valencià.

## Arquitectura
Edifici de planta quadrangular, menys una part perduda en la part esquerra de la façana, amb coberta de teula amb un vessant, i construït amb murs de maçoneria, i s'han utilitzat els carreus en els coronaments angulars externs, pilars i arcs.
La façana, després de la restauració, contrasta amb els edificis dels costats, per estar nua excepte l'entrada i unes petites finestres al pis superior. L'entrada original estava formada per un arc rebaixat, i posteriorment es va cobrir aquesta parcialment per una obertura d'arc de llinda.
En la planta baixa, trobem un atri d'entrada i després un saló rectangular de tres naus amb amplada i trams desiguals, disposades les naus seguint l'eix del carrer. Els arcs, de mig punt i ogivals, es carreguen sobre pilars de secció octagonal.